# Juliusburg (zámek)
Zámek Juliusburg (nebo Zámek Stetteldorf) stojí ve Stetteldorfu am Wagram v okrese Korneuburg v jihozápadním Weinviertelu (Vinné čtvrti) v rakouské spolkové zemi Dolní Rakousy, na hraně Wagramu.

## Historie
Hrabě Julius II. z Hardeggu († 1593) v roce 1582 získal od rodiny Starhembergů panství a tržiště Stetteldorf. Roku 1588 nechal tu postavit zámek. Stavitelem byl Andreas Piazoll. Již předtím měl zde postavený ovčín, sýpku a mlýn, Proto se rozhodl vybudovat si zde zámek jako své bydliště. Předtím zde žádná stavba nestála.
Když roku 1593 Julius zemřel, nechal hrabě Friedrich Hardegg v roce 1596 k zámku další tři křídla a obehnat vše ochranným příkopem se třemi kruhovými věžemi. V průběhu třicetileté války byl zámek Švédy v roce 1645 napaden a vydrancován. Pro zřízení slavné zámecké zahrady byl přijat zahradník z Vincenza. Mezi Wagramem leží od roku 1602 zámecký park. Uvnitř parku byl postaven letohrádek, myslivna a poustevna. K procházkám byla vyštěrkovaná promenáda, kašna s fontánou se sochami. Stěna, která je postavena od věže se špičatou střechou a průčelím, slouží jako ohrazení. Rytina z roku 1672 a fresky ve slavnostním sále zámku jsou od Johana Melchiora Thalmanna z první poloviny 18. století jsou ještě dodnes zachované. Hrabě Georg Friedrich také udržoval vysokými náklady hřebčinec ve Schmida.
Sobieského trakt s věží připomíná rok 1683, kdy se na zámku zdržel vojenský rada a polský král Jan III. Sobieski (1629–1696), vévoda Karel V. Lotrinský (1643–1690) a německá knížata když se očekával druhý vpád Turků do Vídně.
Za Julia IV. hraběte z Hardeggu v letech 1705 až 1709 přestavěl architekt Johann Jacob Castelli zámek barokně, kterou dokončil Johann Lukas von Hildebrandt (1668–1745). Za jeho působení pochází dvojitá brána v hradbách. V roce 1749 velmi poškodilo zámek zemětřesení.